# Gustave Geffroy

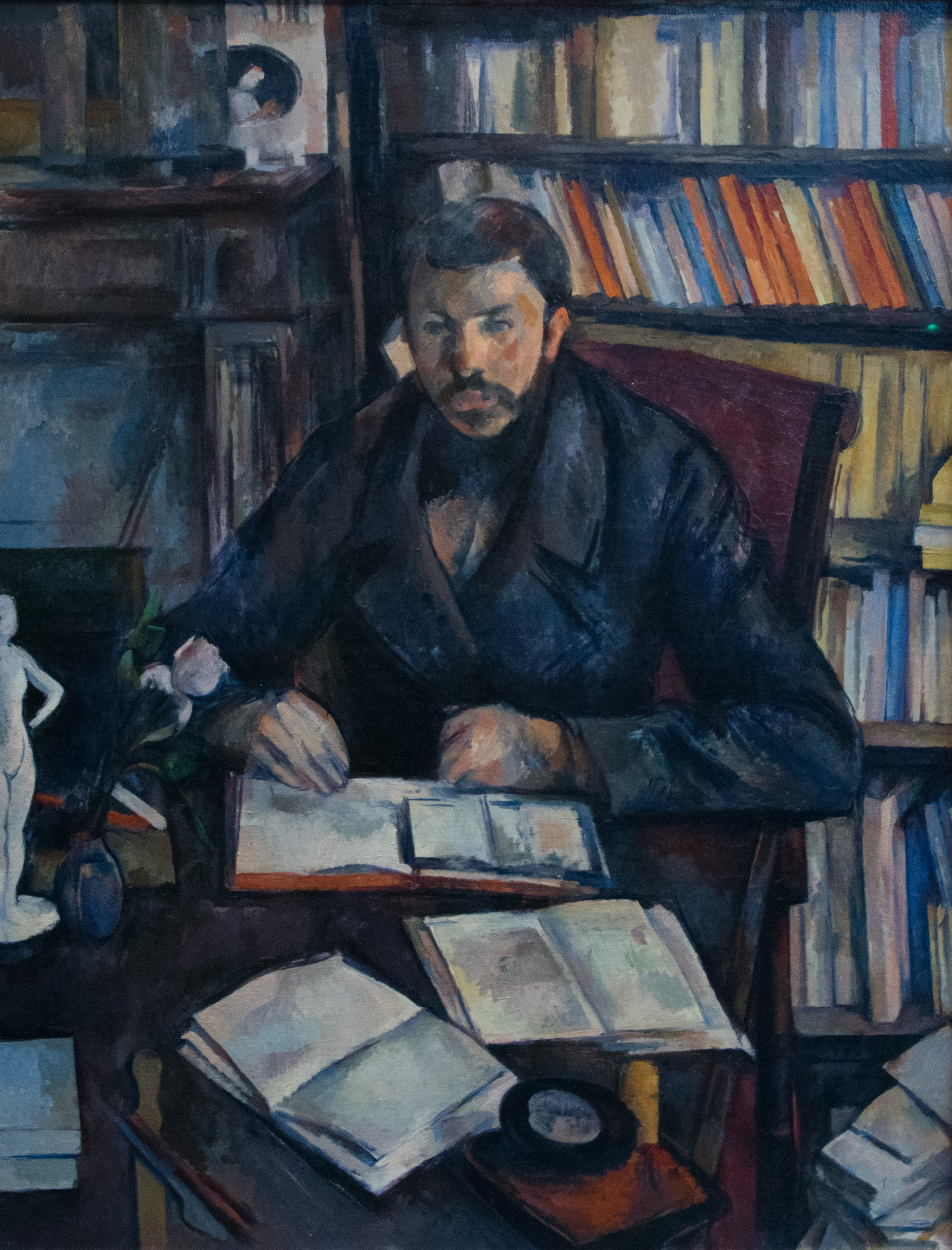
Porträtt av Gustafe Geffoy, målat av Paul Cézanne 1895

Gustave Geffroy, född 1 juni 1855 och död 4 april 1926, var en fransk kritiker och konsthistoriker.
Geffroy var en av Frankrikes förnämsta publicister, förbunden med Georges Clemenceau, och skrev en monografi över denne 1919. Geffroy framträdde även med framgång som romanförfattare, en av hans mera kända böcker är L'Enfermé (1893), men ägnade sin mesta tid åt konstskritiken. Inom ämnet utgav han Via artistique (8 band, 1892-1903). Han publicerade även en katalogartad skildring av Europas viktigaste konstverk uppställda efter de museer de befann sig i, som utgav i 12 band 1900-1913. Han för förttade även monografier över Daumier (1901), med flera. Från 1908 var han ledare för Manufacture des Gobelins.